# Танагра рудогорла
Тана́гра рудогорла (Ixothraupis rufigula) — вид горобцеподібних птахів родини саякових (Thraupidae). Мешкає в Колумбії і Еквадорі.

## Поширення і екологія
Рудогорлі танагри мешкають на західних схилах Анд в Колумбії і Еквадорі (на південь до Ель-Оро). Вони живуть в кронах вологих гірських тропічних лісів та на узліссях. Зустрічаються переважно на висоті від 600 до 1200 м над рівнем моря, в Колумбії місцями на висоті до 2100 м над рівнем моря. Живляться плодами і комахами.